# Vilaragut János valenciai alkormányzó
Vilaragut János ( – 1422. július), katalánul: Joan de Vilaragut i Àlvarez de Haro, valenciai katalán főnemes és Valencia alkormányzója. Prades Margit aragóniai királyné kamarása, majd második férje, akivel titokban kötött házasságot. Vilaragut János Jeromos apja és Vilaragut Jolán mallorcai királyné unokaöccse.

## Élete

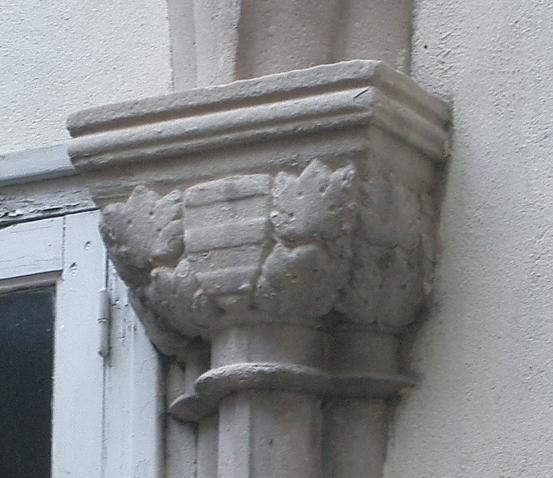
A Vilaragut család címere a Montserrat-kolostorban.

Vilaragut Miklós valenciai katalán főnemesnek Teresa Àlvarez de Haro úrnővel folytatott házasságon kívüli kapcsolatából született fia, akit apja később törvényesített. Apjának féltestvére volt Vilaragut Jolán mallorcai királyné, III. Jakab mallorcai király második felesége. Prades Margit aragóniai királynénak a férje, I. (Idős) Márton aragón király halála után egy valenciai nemes, a kamarása, majd Valencia alkormányzója lett szerelme tárgya. Az özvegy királyné rangveszteség nélkül nem jöhetett volna ki ebből a kapcsolatból, és születendő gyermekének is szerette volna biztosítani a rangjához méltó neveltetést, ezért titokban ment férjhez 1415-ben Jánoshoz, és titokban szülte meg fiukat, János Jeromost 1416-ban. Fiukat Margit királyné Francesc de Cassasseja barcelonai kereskedő és királyi tanácsos gondjaira bízta, aki már ellátott hasonló feladatot az aragóniai királyi családban, mikor Idős Márton törvénytelen unokáit vitte Szicíliából Aragóniába, és a nagyszülei felügyelete alá helyezte őket. János 1422-ben meghalt, és mivel a Vilaragut családi örökség a kisfiára szállt, ezért János édesanyja, Teresa Álvarez de Haro az elveszett fiúunokája megkeresésébe fogott, de az anya, Margit királyné nem volt hajlandó felfedni fia kilétét a nagymama előtt, és még jobban elrejtette a kisfiát János halála után. A fia kilétét csak az édesanya halála után fedhették fel. Margit királyné 1429-ben halt meg mint a Bonrepòs apátság apátnője, és mindvégig úgy tartották nyilván őt a nyilvánosság előtt mint özvegy királynét. Az, hogy Vilaragut Jánosnak és Margit királynénak titokban kötött házassága és egy titokban született fia volt, csak fiuk végrendelétéből derült ki, mert semmilyen hivatalos irat nem maradt fenn erről érthető okokból.

## Gyermeke
- Feleségétől, Prades Margit (1387/88–1429) aragón királynétól, I. (Idős) Márton aragón király özvegyétől, 1 titokban született fiú:
  - János Jeromos (1416–1452), felesége N. N., 4 gyermek